# Państwa uczestniczące w Letnich Igrzyskach Paraolimpijskich 2008
Na XIII Letnich Igrzyskach Paraolimpijskich w Pekinie (6-17 września 2008) wystartowali sportowcy z 148 krajowych federacji sportowych.
| - Afganistan (1) - Algieria (34) - Angola (5) - Arabia Saudyjska (4) - Argentyna (42) - Armenia (1) - Australia (168) - Austria (38) - Azerbejdżan (18) - Bahrajn (3) - Bangladesz (1) - Barbados (1) - Belgia (21) - Benin (1) - Mjanma (3) - Bermudy (1) - Białoruś (35) - Bośnia i Hercegowina (17) - Botswana (1) - Brazylia (199) - Bułgaria (10) - Burkina Faso (1) - Burundi (3) - Chile (5) - Chiny (345) - Chińskie Tajpej (17) - Chorwacja (25) - Cypr (9) - Czarnogóra (1) - Czechy (57) - Dania (34) - Dominikana (2) - Egipt (36) - Ekwador (2) - Estonia (3) - Etiopia (2) - Fidżi (1) - Filipiny (3) - Finlandia (32) - Francja (130) - Gabon (1) - Ghana (2) - Grecja (72) - Gruzja (1) - Gwatemala (1) - Gwinea (8) - Haiti (1) - Hiszpania (145) - Holandia (81) - Honduras (2) | - Hongkong (23) - Indie (5) - Indonezja (3) - Irak (20) - Iran (75) - Irlandia (45) - Islandia (5) - Izrael (42) - Jamajka (4) - Japonia (168) - Jordania (6) - Kambodża (1) - Kanada (155) - Katar (2) - Kazachstan (3) - Kenia (18) - Kirgistan (1) - Kolumbia (12) - Korea Południowa (85) - Kostaryka (2) - Kuba (32) - Kuwejt (6) - Laos (1) - Liban (1) - Lesotho (1) - Litwa (27) - Libia (3) - Luksemburg (1) - Łotwa (18) - Macedonia (7) - Makau (2) - Madagaskar (1) - Malezja (11) - Mali (1) - Malta (1) - Maroko (18) - Mauritius (2) - Meksyk (73) - Mołdawia (1) - Mongolia (6) - Namibia (1) - Nepal (1) - Niemcy (170) - Niger (1) - Nigeria (24) - Norwegia (27) - Nowa Zelandia (30) - Oman (1) - Pakistan (6) | - Palestyna - Panama - Papua-Nowa Gwinea - Peru - Polska (92) - Portoryko - Portugalia - RPA - Rep. Środkowoafrykańska - Rep. Zielonego Przylądka - Rosja - Rumunia - Rwanda (1) - Salwador - Samoa - Senegal - Serbia (14) - Singapur - Słowacja (21) - Słowenia (30) - Sri Lanka - Stany Zjednoczone - Surinam (1) - Syria (2) - Szwajcaria - Szwecja - Tadżykistan (2) - Tajlandia - Tanzania - Timor Wschodni - Tonga - Tunezja - Turcja (16) - Turkmenistan - Uganda - Ukraina - Urugwaj - Uzbekistan - Vanuatu - Wenezuela - Węgry (33) - Wielka Brytania - Wietnam - Włochy - Wybrzeże Kości Słoniowej - Wyspy Owcze (1) - Zambia (1) - Zimbabwe - Zjednoczone Emiraty Arabskie |